# 菟原処女の伝説
菟原処女の伝説（うないおとめ の でんせつ）とは、奈良時代より日本の摂津国菟原郡菟原（現在の兵庫県芦屋市および神戸市東灘区付近）での古の出来事として伝えられてきた、一人のおとめ（年若い女性）を巡る悲しい妻争いの伝説である。妻争い伝説（つまあらそい - ）ともいう。
2人の男から求婚された娘が自ら命を絶ち、男達も後を追って死んでしまったというもの。

## あらすじ
兵庫県神戸市の東部地域から芦屋市域にかけてが、当時の難波の先の湾の湿地帯に茂る葦（あし）を材として屋根を葺いた家々のあったことに由来する「葦屋（あしのや）」の地名で呼ばれていた頃の話である。
菟原処女（うないおとめ）という可憐な娘がいて、多くの若者から思いを寄せられていた。中でも同じ里の菟原壮士（うないおとこ）と、和泉国から来た茅渟壮士（ちぬおとこ）という二人の立派な男性が彼女を深く愛し、妻に迎えたいと激しく争うようになった。娘はこれを嘆き悲しみ、「卑しい私のために立派な男たちが争うのを見ると、生きていても結婚などできましょうか、黄泉で待ちます」と母に語ると自ら命を絶ってしまった。茅渟壮士はその夜、彼女を夢に見て彼女が愛していたのは自分だと知り、後を追った。菟原壮士も負けるものかと小太刀をとって後を追った。その後、親族たちは集まって、このことを長く語り継ごうと、娘の墓を中央に男の墓を両側に作ったという。

## 文学

### 万葉集
奈良時代末期に成立した『万葉集』では、田辺福麻呂歌集（「過葦屋処女墓時作歌一首」9-1801～2）、高橋虫麻呂歌集（「見菟原処女墓歌一首」9-1809～11）、および、福麻呂・虫麻呂に追和した大伴家持の歌（「追同処女墓歌一首」9-4211～12）の3組が、いずれも菟原処女墓（うないおとめのはか）について詠んだ短歌として知られている。
高橋虫麻呂の本歌「見菟原処女墓時作歌一首 并短歌」と反歌を以下に挙げる。

### 大和物語
平安時代に書かれた『大和物語』ではこの伝説が脚色され、舞台は生田川となり、娘の親が男たちに難題を出し、3人の死後に墓を作ることについて争いが起きたとされている。

### 求塚
観阿弥または世阿弥の作と伝えられる謡曲『求塚』では、男たちは刺し違えて死んだことになっている。
人形アニメーション作家・川本喜八郎は、1979年（昭和54年）、この謡曲を基に上映時間19分の人形アニメーション映画『火宅』を製作している。

### 戯曲『生田川』
明治時代の文豪・森鷗外は、この伝説を題材として戯曲『生田川』を書き、1910年（明治43年）5月28日・29日、自由劇場の小山内薫・二代目市川左團次らによって有楽座で上演された。

### その他
川端康成の『たんぽぽ』では、「生田町」「生田病院」「生田川」が舞台地となり、この伝説との関わりを指摘され、三島由紀夫の『獣の戯れ』では、三角関係の共同生活に、『求塚』では死後として描かれる「火宅」が暗示されるなど、小説のモチーフに影響を与えている。

## 旧跡
神戸市東灘区御影塚町にある処女塚は、娘「菟原処女」の墓、付近にある西求女塚（灘区都通に所在）と東求女塚（東灘区住吉宮町に所在）は2人の求婚者の墓と伝えられる。しかし実際の築造時期はそれぞれ異なっており、発掘調査によって、いずれも三世紀後半から四世紀後半にかけて作られた古墳であり、伝説のように菟原処女と二人の荘子の死を受けて同時に築かれたものではない。しかし万葉集の時代にはこれらの古墳群は海岸沿いにあったことを考えればこの伝説が海から見た古墳の景から生まれたという説がある程度の説得力を持つのではないかと大谷歩は論じている。